# Agrotis pigmaea
Agrotis pigmaea là một loài bướm đêm trong họ Noctuidae.